# 1. florbalová liga mužů 2008/2009
1. florbalová liga mužů 2008/2009 byla 16. ročníkem druhé nejvyšší mužské florbalové soutěže v Česku.
Základní část soutěže hrálo 12 týmů systémem dvakrát každý s každým. Do play-off postoupilo prvních osm týmů. Play-down hrály poslední čtyři týmy.
Vítězem ročníku se stal tým M&M Reality Sokol Pardubice po porážce týmu EVVA FBŠ Bohemians ve finále. Pardubice se tak po jedné sezóně v 1. lize vrátily do Extraligy, kde nahradily sestupující tým SK FbC ZP AGEL Třinec.
Svého největšího dosavadního úspěchu dosáhl tým Paskov Saurians, který ve čtvrtfinále vyřadil vítěze základní části, tým TJ Sokol Královské Vinohrady, a poprvé postoupil do semifinále.
1. liga měla v této sezóně pět nových účastníků. Mimo Pardubic, které v minulém ročníku Extraligy sestoupily po prohře v baráži, sestoupil po prohře v play-down tým EVVA FBŠ Bohemians. Naopak z play-up 2. ligy v minulé sezóně postoupily týmy FBC DDM Kadaň, Sokol Erupting Dragons H. Brod a Atlas ČKD Blansko.  Kadaň se do 1. ligy vrátila po jedné sezóně v nižší soutěži, Brod po dvou a Blansko postoupilo poprvé. Kadaň ani Blansko se v 1. lize neudržely. Dále po dvou sezónách sestoupil tým 1. MVIL Hrabová.
Sestupující týmy byly následující sezóně nahrazeny týmy Wizards DDM Praha 10, SFK Kozel Počenice a Hippos Žďár n/S., které postoupily z play-up 2. ligy. Pro Wizards a Počenice to byl první postup do 1. ligy. Žďár se do druhé nejvyšší soutěže vrátil po sedmi sezónách.

## Základní část
| Poř. | Tým                            | Z  | V  | VP | PP | P  | VG  | OG  | B  |
| ---- | ------------------------------ | -- | -- | -- | -- | -- | --- | --- | -- |
| 1.   | TJ Sokol Královské Vinohrady   | 22 | 18 | 1  | 0  | 3  | 152 | 76  | 56 |
| 2.   | EVVA FBŠ Bohemians             | 22 | 16 | 1  | 0  | 5  | 140 | 83  | 50 |
| 3.   | SK Bivoj Litvínov              | 22 | 13 | 2  | 1  | 5  | 148 | 118 | 45 |
| 4.   | M&M Reality Sokol Pardubice    | 22 | 14 | 0  | 1  | 7  | 114 | 86  | 43 |
| 5.   | FBC Vikings Kopřivnice         | 22 | 12 | 2  | 0  | 7  | 116 | 99  | 41 |
| 6.   | Spartak Pelhřimov              | 22 | 11 | 1  | 0  | 10 | 145 | 113 | 35 |
| 7.   | FBC Kladno                     | 22 | 9  | 1  | 1  | 10 | 147 | 121 | 31 |
| 8.   | Paskov Saurians                | 22 | 8  | 0  | 2  | 9  | 105 | 106 | 29 |
| 9.   | Sokol Erupting Dragons H. Brod | 22 | 8  | 0  | 1  | 12 | 111 | 125 | 26 |
| 10.  | Atlas ČKD Blansko              | 22 | 4  | 0  | 1  | 17 | 92  | 177 | 13 |
| 11.  | FBC DDM Kadaň                  | 22 | 4  | 0  | 0  | 18 | 85  | 183 | 12 |
| 12.  | 1. MVIL Hrabová                | 22 | 3  | 0  | 1  | 17 | 115 | 183 | 11 |

## Play off
Jednotlivá kola play-off se hrála na tři vítězné zápasy. Čtvrtfinále se hrálo od 28. února do 11. března, semifinále od 14. do 21. března a finále od 28. března do 13. dubna 2009.

### Pavouk
|  | Čtvrtfinále (na zápasy)      | Čtvrtfinále (na zápasy)     |                    |   | Semifinále (na zápasy) | Semifinále (na zápasy) |  |  | Finále (na zápasy) | Finále (na zápasy) |
|  |                              |                             |                    |   |                        |                        |  |  |                    |                    |
|  |                              |                             |                    |   |                        |                        |  |  |                    |                    |
|  | EVVA FBŠ Bohemians           | 3                           |                    |   |                        |                        |  |  |                    |                    |
|  | EVVA FBŠ Bohemians           | 3                           |                    |   |                        |                        |  |  |                    |                    |
|  | FBC Kladno                   | 2                           |                    |   |                        |                        |  |  |                    |                    |
|  | FBC Kladno                   | 2                           | EVVA FBŠ Bohemians | 3 |                        |                        |  |  |                    |                    |
|  |                              |                             | EVVA FBŠ Bohemians | 3 |                        |                        |  |  |                    |                    |
|  |                              | Paskov Saurians             | 0                  |   |                        |                        |  |  |                    |                    |
|  | TJ Sokol Královské Vinohrady | Paskov Saurians             | 0                  | 1 |                        |                        |  |  |                    |                    |
|  | TJ Sokol Královské Vinohrady |                             |                    | 1 |                        |                        |  |  |                    |                    |
|  | Paskov Saurians              | 3                           |                    |   |                        |                        |  |  |                    |                    |
|  | Paskov Saurians              | 3                           | EVVA FBŠ Bohemians | 2 |                        |                        |  |  |                    |                    |
|  |                              |                             | EVVA FBŠ Bohemians | 2 |                        |                        |  |  |                    |                    |
|  |                              | M&M Reality Sokol Pardubice | 3                  |   |                        |                        |  |  |                    |                    |
|  | SK Bivoj Litvínov            | M&M Reality Sokol Pardubice | 3                  | 3 |                        |                        |  |  |                    |                    |
|  | SK Bivoj Litvínov            |                             |                    | 3 |                        |                        |  |  |                    |                    |
|  | Spartak Pelhřimov            | 2                           |                    |   |                        |                        |  |  |                    |                    |
|  | Spartak Pelhřimov            | 2                           | SK Bivoj Litvínov  | 0 |                        |                        |  |  |                    |                    |
|  |                              |                             | SK Bivoj Litvínov  | 0 |                        |                        |  |  |                    |                    |
|  |                              | M&M Reality Sokol Pardubice | 3                  |   |                        |                        |  |  |                    |                    |
|  | M&M Reality Sokol Pardubice  | M&M Reality Sokol Pardubice | 3                  | 3 |                        |                        |  |  |                    |                    |
|  | M&M Reality Sokol Pardubice  |                             |                    | 3 |                        |                        |  |  |                    |                    |
|  | FBC Vikings Kopřivnice       | 0                           |                    |   |                        |                        |  |  |                    |                    |
|  | FBC Vikings Kopřivnice       | 0                           |                    |   |                        |                        |  |  |                    |                    |

### Baráž
Poražený finalista, tým EVVA FBŠ Bohemians, prohrál v extraligové baráži proti týmu TJ VHS Znojmo.

## Play-down
Play-down se hrálo od 7. března do 11. dubna 2009. První kolo play-down hrály 9. s 12. a 10. s 11. týmem po základní části. Jednotlivá kola play-down se hrála na tři vítězné zápasy.
Poražení z prvního kola sestoupili do 2. ligy. Vítězové hráli proti sobě ve druhém kole. Vítěz druhého kola zůstal v 1. lize, poražený sestoupil do 2. ligy.

### Pavouk
|  | 1. kolo (na zápasy) | 1. kolo (na zápasy) |               |   | 2. kolo (na zápasy) | 2. kolo (na zápasy) |
|  |                     |                     |               |   |                     |                     |
|  |                     |                     |               |   |                     |                     |
|  | Sokol H. Brod       | 3                   |               |   |                     |                     |
|  | Sokol H. Brod       | 3                   |               |   |                     |                     |
|  | 1. MVIL Hrabová     | 1                   |               |   |                     |                     |
|  | 1. MVIL Hrabová     | 1                   | Sokol H. Brod | 3 |                     |                     |
|  |                     |                     | Sokol H. Brod | 3 |                     |                     |
|  |                     | FBC DDM Kadaň       | 2             |   |                     |                     |
|  | Atlas ČKD Blansko   | FBC DDM Kadaň       | 2             | 2 |                     |                     |
|  | Atlas ČKD Blansko   |                     |               | 2 |                     |                     |
|  | FBC DDM Kadaň       | 3                   |               |   |                     |                     |

## Konečné pořadí
| Pořadí           | Tým                            |
| ---------------- | ------------------------------ |
| Zlatá medaile    | M&M Reality Sokol Pardubice    |
| Stříbrná medaile | EVVA FBŠ Bohemians             |
| Bronzová medaile | SK Bivoj Litvínov              |
| 4.               | Paskov Saurians                |
| 5.               | TJ Sokol Královské Vinohrady   |
| 6.               | FBC Vikings Kopřivnice         |
| 7.               | Spartak Pelhřimov              |
| 8.               | FBC Kladno                     |
| 9.               | Sokol Erupting Dragons H. Brod |
| 10.              | FBC DDM Kadaň                  |
| 11.              | Atlas ČKD Blansko              |
| 12.              | 1. MVIL Hrabová                |